# Çaykur Rizespor Kulübü
O Çaykur Rizespor Kulübü (mais conhecido como Rizespor) é um clube profissional de futebol turco com sede na cidade de Rize, capital da província homônima, fundado em 19 de maio de 1953. Atualmente disputa a Süper Lig.
Até a temporada 2008–09 mandou seus jogos no Rize Atatürk Stadyumu, que tinha capacidade para 10,459 espectadores.[carece de fontes?] A partir da temporada 2009–10, passou a mandar seus jogos no Novo Estádio Municipal de Rize, com capacidade para receber até 15,558 espectadores.

## História
O clube foi fundado no dia 19 de maio de 1953, em cores verde e amarelo até que em 1968 saiu do amadorismo como time profissional e mudou suas cores para azul e verde. 
Desde 1990, a equipe é patrocinada pela empresa Turkish Tea Caykur, daí o nome e a imagem de uma folha de chá no logotipo do clube. A melhor temporada do Rizespor foi 1979–80, que foi a primeira temporada na primeira divisão e terminou em 5º no campeonato. O Caykur Rizepor terminou a temporada 2007–08 como semifinalista da Copa Fortis da Turquia.

## Títulos
- Segunda Divisão Turca (3): 1978–79 (Grupo Branco), 1984–85 (Grupo A), Vencedores dos play-offs (1): 1999–2000
- Vice-campeão (2): 2002–2003, 2012–2013
- Terceira Divisão Turca (1): 2019–20 (Grupo Branco)
- Vice-campeão (2): 1973–1974 (Grupo Vermelho)

## Rivalidade

### Rizespor vs. Trabzonspor
A razão mais importante que acende o pavio entre o Rizespor e o Trabzonspor. Antes de Rize desenvolver-se muito, Çaykur era um setor em que muitas pessoas trabalham.
Mas a mudança de Çaykur para Rize atraiu a reação do povo de Trabizonda, o que aumentou a hostilidade entre as duas províncias. Isso também se refletiu no futebol; enquanto o Trabzonspor geralmente derrubava o seu oponente, houve momentos em que Rize ficou surpreso. Nos 42 confrontos entre as duas equipes, foram vinte e sete vitórias do Trabzonspor, 6 seis do Çaykur Rizespor, e sete empates. O Trabzonspor venceu a partida por 3 a 0 em Rize, também goleou por 5 a 2 em Trabzon.

## Elenco atual
Atualizado em 28 de setembro de 2021

## Uniformes

### Uniformes atuais
| Primeiro uniforme | Segundo uniforme | Terceiro uniforme | Quarto uniforme | Quinto uniforme |